# Złotoria (gromada w powiecie toruńskim)
Złotoria – dawna gromada, czyli najmniejsza jednostka podziału terytorialnego Polskiej Rzeczypospolitej Ludowej w latach 1954–1972.
Gromady, z gromadzkimi radami narodowymi (GRN) jako organami władzy najniższego stopnia na wsi, funkcjonowały od reformy reorganizującej administrację wiejską przeprowadzonej jesienią 1954 do momentu ich zniesienia z dniem 1 stycznia 1973, tym samym wypierając organizację gminną w latach 1954–1972.
Gromadę Złotoria z siedzibą GRN w Złotorii utworzono – jako jedną z 8759 gromad na obszarze Polski – w powiecie toruńskim w woj. bydgoskim, na mocy uchwały nr 24/14 WRN w Bydgoszczy z dnia 5 października 1954. W skład jednostki weszły obszary dotychczasowych gromad Złotoria, Grabowiec, Nowa Wieś, Kopanino i Silno oraz wieś Kaszczorek z dotychczasowej gromady Kaszczorek ze zniesionej gminy Złotoria w powiecie toruńskim, a także obszar dotychczasowej gromady Obory ze zniesionej gminy Dobrzejewice w powiecie lipnowskim, w tymże województwie. Dla gromady ustalono 23 członków gromadzkiej rady narodowej.
Gromadę zniesiono 1 stycznia 1972, a jej obszar włączono do gromad Osiek (sołectwa Obory i Silno) i Lubicz (sołectwa Nowawieś, Grabówiec, Kaszczorek, Kopanino i Złotoria) w tymże powiecie.